# Mill en Sint Hubert
Mill en Sint Hubert  è stato un comune olandese di 11 036 abitanti situato nella provincia del Brabante Settentrionale.
Dal 1º gennaio 2022 la municipalità di Mill en Sint Hubert è stata soppressa e il suo territorio, insieme a quello delle ex-municipalità di Boxmeer, Cuijk, Grave e Sint Anthonis, è andato a formare la nuova municipalità di Land van Cuijk.